# Crossworlds
Crossworlds is een Amerikaanse sciencefictionfilm uit 1996 van regisseur Krishna Rao.

## Verhaal
Joe Talbot blijkt de sleutel voor toegang tot het universum in zijn bezit te hebben. Samen met Laura en de oude avonturier A.T. probeert hij deze uit handen van de kwaadaardige Ferris te houden.

## Rolverdeling
| Acteur           | Personage  |
| ---------------- | ---------- |
| Rutger Hauer     | A.T.       |
| Josh Charles     | Joe Talbot |
| Stuart Wilson    | Ferris     |
| Andrea Roth      | Laura      |
| Perry Anzilotti  | Rebo       |
| Jack Black       | Steve      |
| Richard McGregor | Stu        |